# إمارة سيبورغا
إمارة سيبورغا (بالإيطالية: Principato di Seborga) هي دولة مجهرية غير معترف بها، تطالب بحوالي 15 كيلومتر مربع من الأرض. تقع في مقاطعة إمبيريا في ليغوريا، غير بعيد عن الحدود الفرنسية، تبعد حوالي 35 كيلومتر عن موناكو. تقع الإمارة في بلدة سيبورغا وتطالب بإقليمها.

## التاريخ
عام 1963، طالب جورجيو كاربوني (بالإيطالية: Giorgio Carbone)، وهو مزارع زهور قروي، السيادة على سيبورغا. وادعى أنه عثر على وثائق من أرشيفات الفاتيكان والتي، وفقا لكاربوني، تشير إلى أن القرية لم تكن أبدًا في حيازة أسرة سافوي، العائلة الحاكمة السابقة لإيطاليا، وبالتالي لم تكن مدرجة بشكل رسمي ضمن مملكة إيطاليا عندما تم تشكيلها عام 1861 أثناء حركة للوحدة الإيطالية. ادعى كاربوني أن سيبورغا كانت موجودة كدولة ذات سيادة مطوقة بإيطاليا منذ عام 954، وأنها كانت منذ عام 1079 إمارة تابعة للإمبراطورية الرومانية المقدسة. وليؤكد مزاعم السيادة، ادعى كاربوني أن مؤتمر فيينا قد أغفل سيبورغا في خطة إعادة توزيع الأراضي الأوروبية بعد الحروب النابليونية.

## التأسيس
روج كاربوني لفكرة استقلال سيبورغا كإمارة، وفي عام 1963 انتخبه سكان المدينة كرئيس مزعوم للدولة. بات كاربوني يحمل لقب صاحب السمو (بالإيطالية: Sua Tremendità) جورجيو الأول، أمير سيبورغا. ثم شكل في ما بعد «حكومة» من الوزراء من السكان المحليين. ثم سك عملة محلية هي «اللويجينو».

## ردود الفعل
بشكل عام، لم تؤخذ حملة كاربوني على محمل الجد وينظر إليها على أنها حيلة لجذب السياح الفضوليين إلى القرية، وادعى السيبورغيون أن بوركينا فاسو اعترفت بإمارتهم الصغيرة.

## الإمارة والانتخابات
احتفظ جورجيو كاربوني بمنصبه التشريفي حتى وفاته في 25 نوفمبر 2009. يجدر الذكر إلى أن منصب أمير سيبورغا ليس وراثيا، ومنذ وفاة كاربوني، باتت الانتخابات في سيبورغا تعاد كل سبع سنوات. وفي 25 أبريل 2010، بات رجل الأعمال مارسيلو مينيجاتو الأمير، وتوج «رسميا» في 22 مايو 2010. وحمل لقب صاحب السمو (بالإيطالية: Sua Altezza Serenissima) الأمير مارسيلو الأول. كان مارك دزاني خصم الأمير مارسيلو في الانتخابات، وهو دي جي بريطاني المولد عاش في القرية لما يقرب من 40 عاما.
في 12 أبريل 2019، استقال مينيجاتو من منصبه وخلفته طليقته نينا مينيجاتو التي انتخبت في 10 نوفمبر 2019. وقد واجهت لورا دي بيتشجلي في الانتخابات، وهي ابنة الأمير جورجيو الأول.

## الأعلام
هذه أعلام إمارة سيبورغا منذ تأسيسها وإلى اليوم

من القرن 12 إلى 1729
1995–1997
1997–